# NBA Lifetime Achievement Award
O NBA Lifetime Achievement Award é um prêmio anual concedido pela National Basketball Association (NBA) para celebrar os jogadores de sucesso extraordinário dentro e fora d NBA.
O primeiro jogador a receber o prêmio foi Bill Russell: recipiente da Presidential Medal of Freedom, incluído no Basketball Hall of Fame, campeão da NBA Champion por 11 vezes pelo Boston Celtics. O prêmio de 2019 foi partilhado entre dois jogadores: Larry Bird e Magic Johnson. Cada selecionado é eleito ao Basketball Hall of Fame. Até 2019, todos os vencedores eram norte-americanos.

## Vencedores
| * | Submetido ao Naismith Memorial Basketball Hall of Fame |

| Temporada | Jogador          | Posição | Nacionalidade  | Time                                | Ref.  |
| --------- | ---------------- | ------- | -------------- | ----------------------------------- | ----- |
| 2016-17   | Bill Russell*    | Pivô    | Estados Unidos | Boston Celtics                      | [ 5 ] |
| 2017-18   | Oscar Robertson* | Armador | Estados Unidos | Cincinnati Royals e Milwaukee Bucks | [ 6 ] |
| 2018-19   | Larry Bird*      | Ala     | Estados Unidos | Boston Celtics                      | [ 7 ] |
| 2018-19   | Magic Johnson*   | Pivô    | Estados Unidos | Los Angeles Lakers                  | [ 7 ] |